# Wladyslaw Trojizky
Wladyslaw Jurijowytsch Trojizky (ukrainisch Владислав Юрійович Троїцький; wiss. Transliteration Vladyslav Jurijovyč Troïcʾkyj oder Vlad Troitsky, wie er in Westeuropa meistens geschrieben wird; * 26. November 1964 in Ulan-Ude, Burjatische ASSR) ist ein ukrainischer Theaterschauspieler, Theaterregisseur, Dramaturg und Radiomoderator russischer Herkunft, dem zuletzt für seine Requiem-Oper IYOV (Hiob) 2020 der Taras-Schewtschenko-Preis zuerkannt wurde.

## Biographie
Wladyslaw Trojizky wurde in der Hauptstadt der südöstlichen ASSR Burjatien geboren, zog mit seinen Eltern elfjährig in die Ukraine, wo er 1987 die Polytechnische Universität Kiew im Fach Radiotechnik abschloss. Im Jahr 1990 beendete er hier auch die Aspirantur, 2002 beendete er ein weiteres Studium, das der Regisseur- und Schauspielkunst an der Russische Akademie für Theaterkunst in Moskau. Im Anschluss lehrte er von 2003 bis 2006 an der Kiewer Staatlichen Kino- und Fernseh-Universität namens Karpenko-Karyj. Troitsky lebt und wirkt in Kiew.

## Schaffen

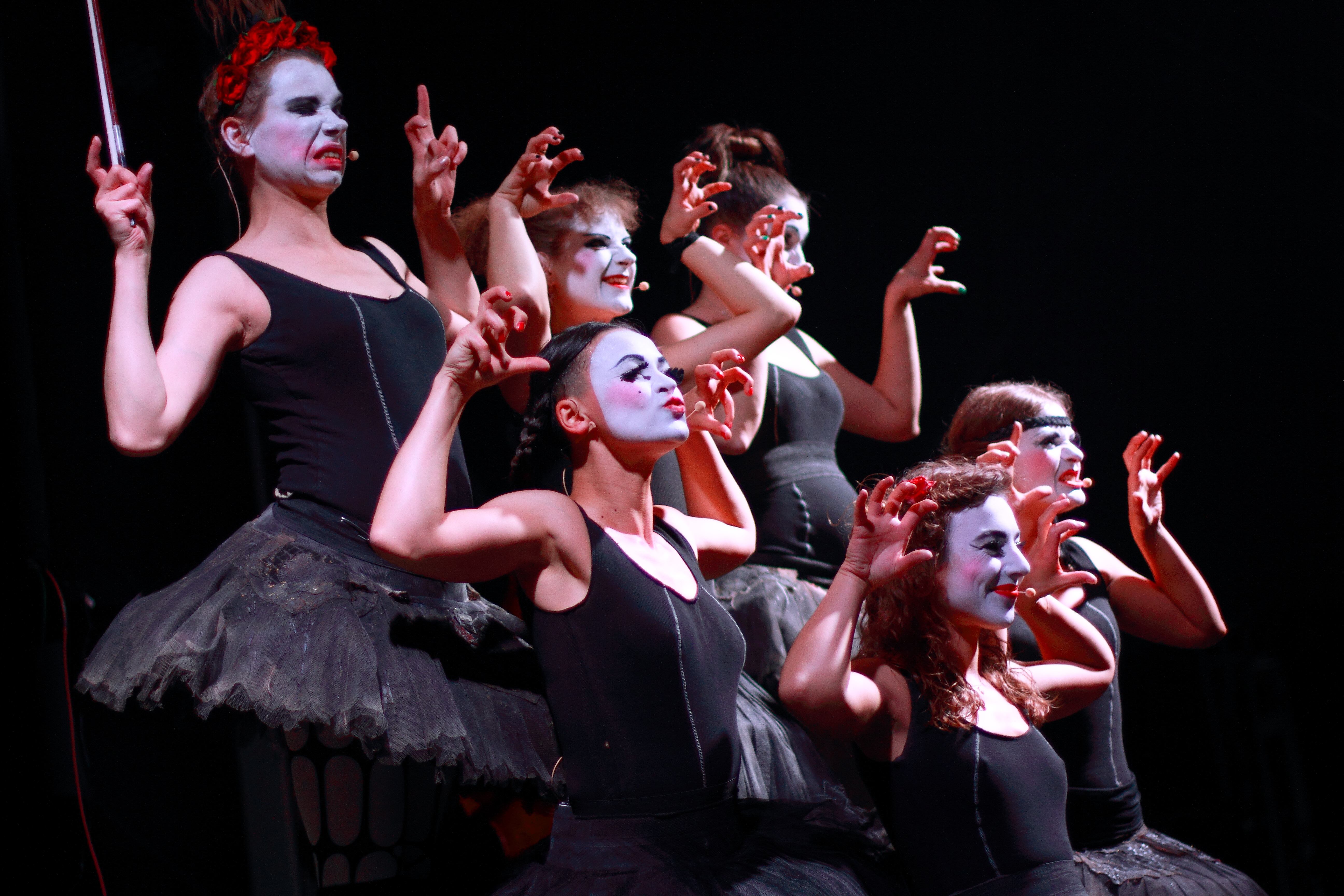
Die Dakh Daughters auf dem Rudolstadt-Festival 2016

Ab Mitte der 1990er-Jahre ist Trojizky in der freien Theater- und Musikszene aktiv und hat mit seinen Schöpfungen nachhaltige Spuren gesetzt:
- 1994: Gründung des Dakh-Theaters, des ersten freien Theaters der Ukraine
- 2004: Gründung der Ethno-Chaos-Gruppe DakhaBrakha
- 2007: Gründung des GogolFest
- 2012: Gründung des Dakh Daughters Freak Kabarets
- 2015: Produktion des IYOV-Oper-Requiems im Rahmen des Projekts „Nova Opera“, gemeinsam mit Roman Hryhoriv und Ilja Rasumejko

Dramaturgische Arbeiten führten Trojizky wiederholt ins Ausland, erst nach Ungarn im Jahr 2005, später in die Schweiz, nach Polen und schließlich auch 2017 nach Deutschland, wo er in Magdeburg mit zwei Inszenierungen erfolgreich auftrat: Das Mädchen mit den Streichhölzern des ukrainischen Autors KLIM und Dostojewskis Das Gut Stepantschikowo und seine Bewohner.
Besonders eng arbeitet er mit Wladimir Alekseewic Klim (Klimenko) zusammen, einem in der Oblast Lwiw geborenen Stückeschreiber, Regisseur und Dramaturgen.

## Auszeichnungen
- 2001 und 2002: Kiewer Brust (Київська пектораль)
- 2014: Verdienter Kunstakteur der Ukraine
- 2018: Offizier des Ordens der Künste und der Literatur
- 2019: Wassyl-Stus-Preis
- 2020: Taras-Schewtschenko-Preis in der Kategorie Theater

## Interviews (Auswahl)
- Vlad Troitsky: „Ich war verrückt“,[3] Interview mit Vanessa Weiss